# Scaphiophryne menabensis
Scaphiophryne menabensis är en groddjursart som beskrevs av Glos, Glaw och Miguel Vences 2005. Scaphiophryne menabensis ingår i släktet Scaphiophryne och familjen Microhylidae. IUCN kategoriserar arten globalt som sårbar. Inga underarter finns listade i Catalogue of Life.